# 赤道ギニアの政党一覧
赤道ギニアの政党一覧（せきどうギニアのせいとういちらん）では、赤道ギニアの政党について述べる。かつては1987年設立の赤道ギニア民主党の一党制だったが、1991年に複数政党制が導入された。だが赤道ギニア民主党政権の圧力により、野党の活動が非合法化されることが少なくない。

## 与党
- 赤道ギニア民主党

## 主要野党
- 赤道ギニア進歩党 (非合法。赤道ギニア亡命政府も参照のこと)
- 社会民主連合 (合法)
- ビオコ自治運動 (非合法。地下活動が中心)

## 小政党
野党としての体裁をとってはいるが、事実上は赤道ギニア民主党の友党である場合が多い。本質的に野党活動をしている政党は、そのほとんどが非合法化されている。
- 赤道ギニア国民民主連合 (非合法)
- 進歩民主同盟
- 赤道ギニア人民行動党
- 人民同盟
- 独立民主連合
- ブビ同盟

## かつて存在した政党
- 労働者国民統一党 (かつての与党、現在の大統領であるテオドロ・オビアン・ンゲマによるクーデターにより解体。)
- 赤道ギニア人民の考え